# IC 4567
IC 4567 је спирална галаксија у сазвјежђу Волар која се налази на листи објеката дубоког неба у Индекс каталогу.
Деклинација објекта је + 43° 17' 52" а ректасцензија 15h 37m 13,3s. Привидна величина (магнитуда) објекта IC 4567 износи 12,8 а фотографска магнитуда 13,5. IC 4567 је још познат и под ознакама UGC 9940, MCG 7-32-40, CGCG 222-37, IRAS 15354+4327, PGC 55620.